# NGC 7298
NGC 7298 (другие обозначения — PGC 69033, MCG -2-57-10, MK 1124, IRAS22281-1426) — спиральная галактика (Sc) в созвездии Водолей.
Этот объект входит в число перечисленных в оригинальной редакции «Нового общего каталога».
В галактике вспыхнула сверхновая SN 2012gc типа II, её пиковая видимая звездная величина составила 17,4.